# 地面師
《地面師》是新庄耕創作的日本小說，描述「地面師」冒充土地所有者出售土地，騙取鉅款，實施房地產詐騙，故事是以2017年實際發生的「積水房屋地面師詐欺事件」為藍本。本作品改編的真人版電視劇於2024年7月25日開始在Netflix上播放。
2024年7月，集英社出版續集《地面師最終賭注》。故事內容為逃亡海外的地面師於新加坡組成了新的詐騙集團，在北海道釧路展開了一起200億日元的房地產詐騙案。